# Audicija (1957.)
Audicija je hrvatska televizijska humoristično-satirička drama iz 1957. godine, u režiji Veljka Bulajića, i po scenariju Stjepana Perovića, Ive Brauta i Bulajića.
Premijerno je prikazana 19. svibnja 1957. na Televiziji Zagreb.

## Glumačka postava
- Antun Nalis kao operetni pjevač, Hamlet, Rinaldo, bosanski šofer, filmski glumac i razni drugi junaci
- Relja Bašić kao član žirija
- Rikard Brzeska kao član žirija
- Dragutin Bego kao član žirija
- Ida Juranić

## Kritika
U osvrtu tjednika Jugoslavenski radio objavljenom 26. svibnja 1957., istaknuto je da je protagonist Antun Nalis »pokazao svoje sposobnosti dobrog komičara«, nastupivši u nizu različitih komičnih uloga – kao „operetni pjevač, Hamlet, Rinaldo, bosanski šofer, filmski redatelj i dispečer u poduzeću”. Kritika je prepoznala raznovrsnost glumačkih transformacija i duhovitost izvedbe kao ključne kvalitete drame.

## Vanjske poveznice
- Audicija u internetskoj bazi filmova IMDb-a